# Niccolò de' Conti
Niccolò de' Conti, född omkring 1395, död 1469, var en italiensk upptäcktsresande.
Niccolò de' Conti for över Bagdad till Främre Indien, fortsatte över Dekkanplatån till Madras och därifrån till Ceylon. Efter en färd till Ganges reste de' Conti över Bengaliska viken till Ava. Han besökte även Sundaöarna, samt möjligen även Kina. Hans reseäventyr, som länge behärskade de geografiska föreställningarna om Sydasien, upptecknades av den påvlige sekreteraren Poggio Bracciolini och tyrcktes senare under titeln Historiæ de varietate fortuæ libri 4 (1723).

## Biografi
Niccolò de Conti växte upp i Republiken Venedig, blev köpman och reste till Damaskus på 1410-talet. Han lärde sig arabiska och år 1419 reste de Conti till Bagdad och vidare på Tigrisfloden till Basra vid Persiska viken. Eftersom han talade arabiska kunde han resa med ett handelsfartyg över Persiska viken, förbi Hormuz till en persisk hamnstad. Conti blev kompanjon med ett par lokala köpmän och lärde sig persiska. De reste tillsammans över Arabiska havet till Khambhat i den indiska delstaten Gujrat, som styrdes av en muslimsk sultan. Conti gifte sig med en indiska och de reste till Vijayanagar, ett hinduiskt kungarike.

## Resor
Conti var troligen bekant Ibn Battuta som på 1300-talet beskrivit sjöfarten mellan Arabiska halvön till Kina via Chittagong i Bengaliska viken. Contis resor är samtida med amiral Zheng Hes expeditioner under Yongle-kejsaren och överensstämmer med Ma Huans reseberättelse från 1433. Efter 25 år kunde han föra fram ny kunskap om södra Asiens geografi och skeppsbyggnadskonst.

### Indien
Från det muslimska Gujrat reste Conti och hans fru med båt till Barkur i Karnataka. Därifrån gick färden österut genom det hinduiska imperiet Vijayanagar. Conti beskrev kejsarens huvudstad som han kallade Bizenegalia.
Därefter fortsatte paret Conti till Malipur och besökte den kristna församlingen och aposteln Thomas grav. Conti reste med båt norrut i Bengaliska viken till Kolkata och uppför floden Ganges till Nordindiens inland där de stannade en längre tid.

### Sydostasien

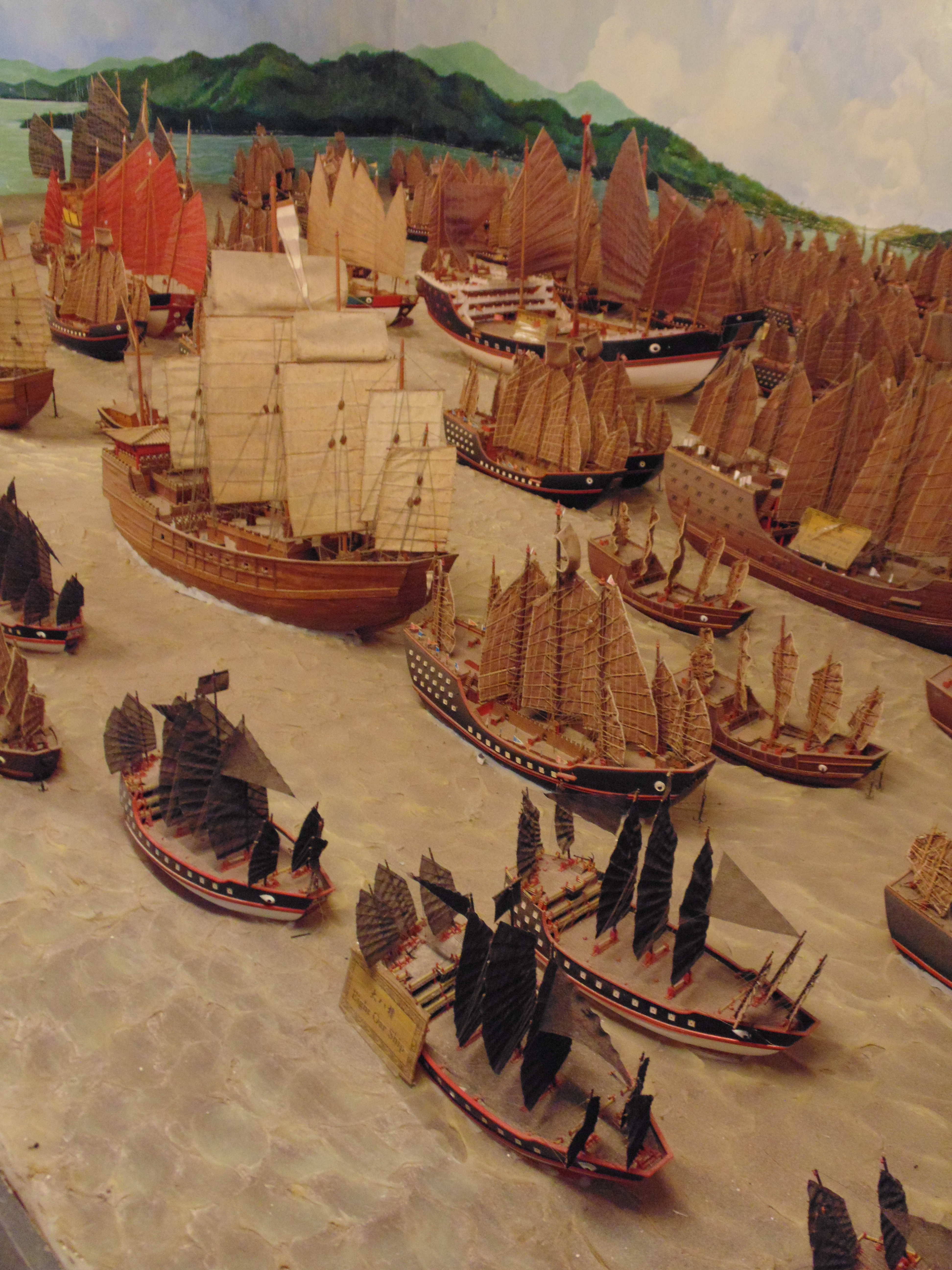
Zheng He-flottan.

Från Ganges reste Conti till Chittagong, som var Bengalens största hamnstad och ett skeppsbyggnadscentrum. Conti upptäckte de stora kinesiska fartygen som ingick i Zheng Hes expeditioner.
Conti passerar Arakan över land till floden Irrawaddy och seglade sedan på floden till staden Pegu och upp i bergen Tenasserim. Conti besökte även Champa i Vietnam och nådde ända till Java innan de påbörjade återresan.

### Hemresan
På 1430-talet reste Conti med familjen till Sydindien och besökte städerna Kollam, Kochi, Kerala, Kozhikode och Cambay. Därefter reste de över Arabiska havet till ön Sokotra, Aden och Berbera och vidare till Mecka och landvägen till Sinaiberget. Där mötte Conti 1436 den spanska upptäcktsresanden Pedro Tafur. Familjen reste vidare till och stannade en tid i Kairo. Hans fru och barnen insjuknade i en epidemi och för att få läkarvård tvingades Conti överge kristendomen.
År 1444 återvände Conti till Italien med två av sina barn. Han sökte upp påven Eugenius IV för att be om förlåtelse för sin otrohet. Påven gav honom absolution men krävde botgöring som bestod i att i detalj berätta om sina resor i Österlandet.